# Granzym

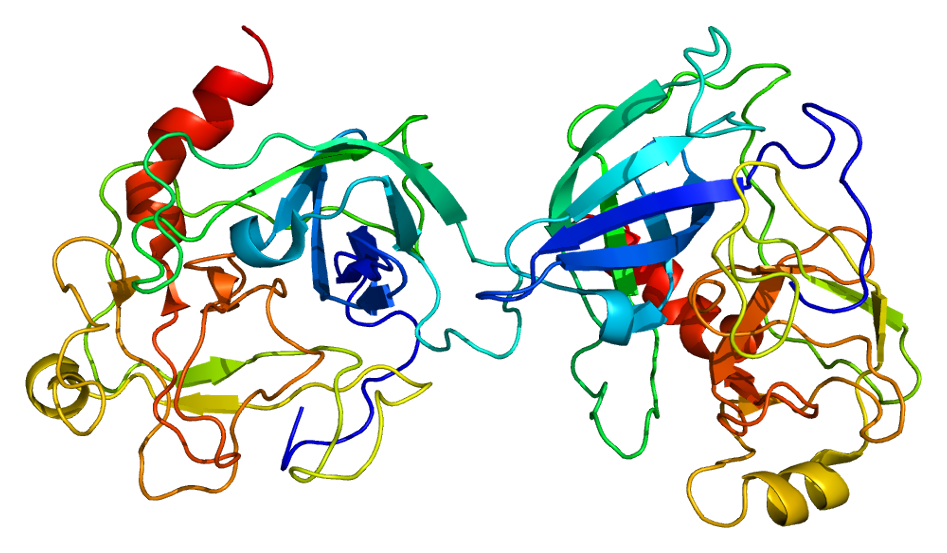
Struktura granzymu

Granzymy představují skupinu enzymů typu serinových proteáz, jejichž hlavním úkolem je zprostředkovávat imunitní reakci organismu proti buňkám napadeným viry a nádorovým buňkám. Spolu s perforinem tvoří hlavní obsah cytoplazmatických granul cytotoxických T-lymfocytů a NK buněk (z anglického natural killer) a vedle aktivace tzv. receptorů smrti představují tyto enzymy nejdůležitější mechanismus zajišťující cytotoxickou funkci těchto buněk při eliminaci napadených nebo poškozených buněk organismu prostřednictvím aktivace programované buněčné smrti (apoptózy). U člověka bylo prozatím identifikováno 5 enzymů této skupiny (granzymy A, B, H, K a M), zatímco u myši skupina zahrnuje celkem 10 proteinů (granzymy A, B, C, D, E, F, G, K, M a N).

## Mechanismus transportu granzymů do buňky
Jako serinové proteázy se granzymy podílejí na štěpení celé řady proteinů, jak vně (extracelulární proteiny), tak především uvnitř buňky (intracelulární proteiny).
Existuje několik teorií popisujících, jak mohou molekuly granzymů pronikat do cytoplazmy cílové buňky. Tento proces je závislý na proteinu perforinu, který má schopnost vytvářet v cytoplazmatické membráně buněk póry. Dříve se předpokládalo, že perforinovými póry mohou přestupovat i granzymy, nicméně póry jsou nejspíše pro tento účel moc malé a slouží zřejmě spíše jako prostředek pro destabilizaci membrány buňky, která vede k internalizaci molekul navázaných na povrchu buňky prostřednictvím endocytózy, a to včetně granzymů. Dle jiné teorie jsou molekuly perforinu a granzymů endocytovány společně do endozomu a perforin se poté podílí na uvolnění granzymů z tohoto buněčného kompartmentu do cytosolu, kde granzymy mohou vykonávat své efektorové funkce.

## Typy granzymů a jejich funkce
Granzymy se podílejí na aktivaci signálních drah spouštějících programovanou buněčnou smrt tím, že štěpí proteiny důležité pro udržení buněčné stability a integrity DNA; jednotlivé granzymy se ve svých substrátech liší.
Nejvíce studovaným enzymem z celé skupiny je granzym B. Jeho působení v buňce vede ke spuštění kaspázami iniciované buněčné smrti, jelikož tento enzym dokáže proteolyticky aktivovat řadu mediátorů apoptózy, včetně proapoptotického proteinu Bid a kaspáz 3 a 8. Cytotoxické T-lymfocyty produkují protein serpinB9, který je inhibitorem granzymu B, a chrání se tak před případnými účinky granzymu B při indukci imunitní odpovědi. Tohoto mechanismu ovšem využívají také některé druhy nádorových buněk, které díky expresi serpinuB9 dokáží akcím imunitního systému unikat.
Působení granzymu A se v buňce projevuje především charakteristickou přítomností tzv. DNA nicks (zlomů v DNA) a na rozdíl od granzymu B spouští v buňce na kaspázách nezávislou apoptotickou dráhu. Zároveň tento enzym může zprostředkovávat uvolnění reaktivních kyslíkových metabolitů (anglicky "reactive oxygen species" - ROS) a ztrátu membránového potenciálu mitochondrií. Podobně působí i granzym K; tento enzym byl navíc identifikován jako důležitý prvek protinádorové imunity vzhledem ke své schopnosti štěpit tumor supresorový protein p53 na řadu proapoptotických produktů a tím přispívat k odstraňování nádorových buněk. Spolu s dalšími dvěma druhy granzymů (H, M) produkovaných v lidském těle tvoří tato skupina proteinů velmi důležitou, navzájem se doplňující součást obranyschopnosti organismu.
Role granzymů působících vně buňky nebyla dosud přesně objasněna; granzymy nicméně mohou štěpit řadu látek tvořících extracelulární matrix (např. kolagen) a tím zřejmě ovlivňovat migraci buněk imunitního systému skrz tkáně. Sekretovaný granzym A navíc indukuje produkci řady prozánětlivých cytokinů v myeloidních buňkách a podílí se tak na regulaci procesů vrozené imunity.
Graznymy jsou kromě výše uvedených typů buněk exprimovány např. i regulačními a paměťovými T-lymfocyty, NKT-buňkami, chondrocyty, mastocyty a bazofily, ve kterých se mohou zapojovat do řady buněčných procesů.